# Ted 2
Ted 2 es una película de comedia de fantasía escrita y dirigida por Seth MacFarlane, protagonizada por Seth MacFarlane, Mark Wahlberg y Amanda Seyfried y es la secuela de la película de 2012, Ted. Se estrenó en cines el 26 de junio de 2015, a través de Universal Pictures.

## Argumento
Ted (Seth MacFarlane), el osito de peluche, se casa con su novia, Tami-Lynn (Jessica Barth). Durante la boda, Ted ve a su amigo John Bennett (Mark Wahlberg) deprimido, esto se debe a que pensaba en Lori (se revela que seis meses antes de los eventos de la película, él y Lori se divorciaron, debido a que su matrimonio al final no funcionó). Tras una acalorada discusión tras un año de casados, deciden tener un hijo. Como Ted no tiene esperma, John acepta ayudar a encontrar un donante. Le preguntan a Sam J. Jones, pero él se niega, debido a un recuento de espermatozoides de uno. Luego, sin éxito, intentan irrumpir en la casa de Tom Brady y robar su esperma. Finalmente, John se ofrece a donar su esperma.
A pesar de los esfuerzos de Ted y John, el uso histórico de drogas de Tami-Lynn la ha vuelto infértil y al final deciden adoptar. Las verificaciones de antecedentes ponen en duda el estatus legal de Ted como persona. Las autoridades estatales de Massachusetts declaran a Ted propiedad en lugar de una persona, lo que resulta en la pérdida de su trabajo, su tarjeta de crédito y cuentas bancarias se congelan y su matrimonio con Tami-Lynn se anula por la fuerza.
John sugiere que lleven al estado a los tribunales. Preguntan al mejor abogado que pueden encontrar, pero él se ofrece a asignar su caso "pro bono" a su sobrina Samantha Jackson (Amanda Seyfried), una abogada novata. Inicialmente son reacios, pero se unen por su amor por la marihuana mientras se preparan para presentar el caso.
Mientras tanto, Donny (Giovanni Ribisi), el acosador de Ted, es conserje en la sede de la compañía de juguetes Hasbro, en Nueva York. Convence al director ejecutivo de la empresa (John Carroll Lynch) para que contrate a un abogado experto para asegurarse de que Ted mantenga su condición de propiedad, dejándolo expuesto a la incautación de la empresa para crear más osos de peluche vivos.
A pesar de los mejores esfuerzos de Samantha, el tribunal falla en contra de Ted. Desanimado y desesperado, el trío se pone en contacto con Patrick Meighan (Morgan Freeman), un abogado de derechos civiles muy respetado, para ayudar a revocar la decisión del tribunal. Conduciendo a Manhattan, el trío conoce a Meighan, quien simpatiza con la difícil situación de Ted pero rechaza el caso, ya que cree que Ted no ha contribuido significativamente a la humanidad debido a su estilo de vida.
Ted, enojado por la injusticia y celoso de la relación de Samantha y John, se marcha. Donny lo sigue mientras se adentra en la Comic-Con de Nueva York. Una vez dentro, Donny, disfrazado de Raphael intenta secuestrar a Ted, quien huye y se pone en contacto con John para pedir ayuda. John y Samantha llegan y encuentran a Ted, justo cuando Donny está a punto de abrirlo. Mientras se escapan, Donny corta los cables que sostienen un modelo del  USS  Enterprise  con un cuchillo y se balancea hacia Ted. John empuja a Ted fuera del camino, recibe el golpe y queda inconsciente. Ted identifica a Donny de un grupo de cosplayers de Tortugas Ninja por su necesidad de bailar "I Think We're Alone Now" y es arrestado.
En el hospital, Samantha, Ted y Tami-Lynn se regocijan cuando John se recupera. Patrick Meighan decide tomar el caso, inspirado por el desinterés de John y las emociones de Ted por su amigo casi caído. Meighan consigue anular el fallo al demostrar que Ted es consciente de sí mismo, que siente emociones complejas y es capaz de sentir empatía. Fuera del juzgado, Ted vuelve a proponer matrimonio a Tami-Lynn. Después de que se vuelven a casar, Ted y Tami-Lynn, adoptando el apellido de "Clubber-Lang", adoptan un bebé, al que llaman Apollo Creed, mientras John y Samantha persiguen una feliz relación propia.
En una escena posterior a los créditos, el cliente que había comprado previamente una caja de Trix (Liam Neeson) regresa al supermercado, visiblemente herido. Deja atrás a las Trix y sale con una mirada de traición.

## Reparto
- Seth MacFarlane como Ted Clubber Lang (voz).
- Mark Wahlberg como John Bennett.
- Amanda Seyfried como Samantha Jackson.
- Jessica Barth como Tami-Lynn.
- Morgan Freeman como Patrick Meighan.
- Giovanni Ribisi como Donny.
- Sam J. Jones como él mismo.
- Liam Neeson como el hombre misterioso que compra cereal Trix a Ted.
- Patrick Stewart como el narrador.
- Tom Brady como el mismo.

## Producción
Durante la Comic-Con de 2012 en el panel de American Dad!, MacFarlane declaró que estaría abierto a una secuela de Ted. En septiembre de 2012, el presidente ejecutivo Steve Burke dijo que el estudio estaría buscando una secuela de Ted "lo antes posible". 
En enero de 2013, en Anderson en vivo, Wahlberg confirmó que una secuela estaba en marcha y que sería la primera secuela de su carrera. Finalmente el 2 de octubre de 2013, se anunció que Ted 2 se estrenaría el 26 de junio de 2015. 
El 14 de febrero de 2014, Amanda Seyfried fue elegida como la protagonista femenina de la película. El 17 de junio de 2014, Jessica Barth fue confirmada para repetir su papel como Tami-Lynn. El 20 de agosto de 2014 se anunció que Patrick Warburton regresaría como Guy, el compañero de trabajo de John Bennett. El 10 de septiembre de 2014, Morgan Freeman se unió al elenco. El 16 de septiembre de 2014 MacFarlane anunció mediante su cuenta de Twitter que Michael Dorn se había unido al elenco. El 17 de septiembre de 2014 Dennis Haysbert se unió al elenco. El 23 de septiembre de 2014, Liam Neeson se unió al elenco.

## Posible tercera entrega
Ted 3 no se estrenará, a pesar de que muchos espectadores piden a gritos que las películas de Ted de Seth MacFarlane se conviertan en una trilogía. Sin embargo, aunque Ted 2 de 2015 no tendrá secuela, ya ha finalizado la producción de una serie precuela de Ted . La próxima serie de comedia de Seth MacFarlane, quien también regresará para prestar su voz al adorable y malhablado osito de peluche, Ted, será una precuela ambientada en los años 90. Junto a MacFarlane estarán Max Burkholder como un John adolescente, con Scott Grimes y Alanna Ubach como los padres de John, Matt y Susan Bennett.

## Banda sonora
| N.º | Título                                       | Escritor(es)                    | Performer(s)                                       | Duración |  |
| 1.  | «The Wedding»                                |                                 |                                                    | 1:52     |  |
| 2.  | «Steppin' Out with My Baby»                  | Irving Berlin                   | John Wilson, Curtis Stigers and Maida Vale Singers | 6:19     |  |
| 3.  | «Let's Make a Baby»                          |                                 |                                                    | 0:37     |  |
| 4.  | «Tom Brady's House»                          |                                 |                                                    | 1:37     |  |
| 5.  | «Ted's Court Case»                           |                                 |                                                    | 0:55     |  |
| 6.  | «One Foot in Front of the Other»             | Bone Symphony                   | Bone Symphony                                      | 3:12     |  |
| 7.  | «Leaving for New York»                       |                                 |                                                    | 1:12     |  |
| 8.  | «Mess Around»                                | Ray Charles                     | Ray Charles                                        | 2:41     |  |
| 9.  | «Out of Control»                             |                                 |                                                    | 0:26     |  |
| 10. | «Mean Ol' Moon»                              | Seth MacFarlane & Walter Murphy | Amanda Seyfried                                    | 2:03     |  |
| 11. | «New York»                                   | Alfred Newman                   | Alfred Newman                                      | 2:27     |  |
| 12. | «The Comic-Con Fight»                        |                                 |                                                    | 1:11     |  |
| 13. | «Wake Up, Johnny / Code Blue / John Is Back» |                                 |                                                    | 3:23     |  |
| 14. | «Meighan's Speech / Finale»                  |                                 |                                                    | 3:55     |  |
| 15. | «Mean Ol' Moon» (swing version)              |                                 |                                                    | 1:16     |  |
| 16. | «Mean Ol' Moon»                              | Seth MacFarlane & Walter Murphy | Norah Jones                                        | 3:05     |  |